# Quasiturbina
Il motore Quasiturbina è un possibile tipo di motore rotativo che usa un rotore romboidale a quattro lati, i cui estremi sono incernierati ai vertici, come detagliato in QT-Wankel Two Concepts 100 Years Apart..
I brevetti per il Quasiturbina 
 sono detenuti dalla famiglia Saint-Hilaire, nel Québec. Allo stesso modo del motore a combustione interna, viene alimentato da un impianto d'alimentazione e scarica i prodotti esauriti (gas di scarico) tramite un impianto di scarico: inoltre il Quasiturbina è stato proposto anche come un possibile tipo di pompa meccanica e ne è stato dimostrato l'utilizzo come motore pneumatico ad aria compressa e come motore a vapore .

esempio di funzionamneto

## Storia
La Quasiturbina venne concepita da un gruppo di quattro ricercatori, capeggiato dal Dr. Gilles Saint-Hilaire, un fisico termonucleare e composto di membri della sua stessa famiglia. L'obiettivo originale della ricerca era un motore a turbina, in cui la parte del compressore e del combustore fossero complanari. Per ottenere questo, dovettero staccare le lame e concatenarle in cerchio, in modo tale che un singolo rotore agisse come compressore per un quarto di giro e come motore per il quarto successivo.
Il concetto generico fu brevettato nel 1996. Piccole unità pneumatiche e a vapore sono disponibili, in vendita o in affitto, dai detentori del brevetto, a scopo di ricerca, accademico o di dimostrazione industriale e c'è un libro (in francese) che descrive il concetto e lo sviluppo di questo progetto. Le dimostrazioni sono state fatte su un Gokart Air nel 2004, su «APUQ Air Car» nel 2005, sulla University of Connecticut «Brash Steam Car» nel 2010 e su altri prodotti (Chainsaw e generatore).
I detentori del brevetto hanno annunciato di voler produrre prototipi di Quasiturbina a combustione interna, disponibili per dimostrazioni.

### Svantaggi dei motori quasiturbina
Allo stato attuale (1996), i motori Quasiturbina soffrono di due gravi difetti, che ne rendono improponibile l'adozione generalizzata: la lubrificazione del rotore è allo stesso tempo critica e difficoltosa e i motori quasiturbina possono funzionare solo per poche ore prima di dover essere spenti e riparati, a causa dell'usura delle parti meccaniche. Inoltre è impossibile lubrificare il rotore senza che l'olio entri nella camera di combustione, interferendo nella combustione stessa e generando fumi ed emissioni inquinanti. Tuttavia, miglioramenti sostanziali sono stati riportati (2010).

## Configurazioni
Sono state proposte tre configurazioni:
- Due porte con carrelli, adatto come motore a combustione interna.
- Quattro porte senza carrelli, per uso pneumatico o come motore idraulico, a vapore o come pompa.
- Due porte senza carrelli, un progetto concettuale che si spera riesca a unire alcuni dei vantaggi dei due schemi precedenti.

### Due porte con carrelli
Il primo progetto di Quasiturbina usava un carrello a tre ruote per supportare ciascuno dei quattro vertici del rotore. Le ruote dei quattro carrelli, dodici in tutto, correvano lungo il perimetro della camera di combustione. Fu costruito un prototipo di motore a combustione interna secondo questo progetto e venne recensito entusiasticamente sulla rivista European Automotive Design di settembre 1999. Il prototipo venne fatto girare per 40 ore da un motore esterno, tuttavia l'accensione con carburante non venne mai raggiunta, e il lavoro di sviluppo su questo progetto venne sospeso.

#### Vantaggi
- Le luci cilindriche al posto delle valvole riducono il numero delle parti mobili, come nel motore Wankel e in alcuni motori a doppia azione.
- I carrelli tengono i sigilli quasi perpendicolari ai muri dei cilindri, al contrario del motore Wankel dove l'angolo varia fra +60° e -60°.
- Il rotore può essere progettato in modo che il suo centro di massa non si muova o quasi, minimizzando le vibrazioni.
- Si hanno sedici combustioni per ogni giro del rotore, invece delle dodici di un motore Wankel a rotore singolo e delle due per giro di albero motore di un motore a cilindri a singola azione.

#### Fotodetonazione
Il progetto a due porte con carrelli è stato proposto come un possibile candidato per un nuovo e migliore metodo di accensione della miscela aria-combustibile, detto fotodetonazione dagli inventori della Quasiturbina.
Somiglia alla detonazione, come viene usata nel motore Bourke, che nei normali motori a combustione interna provoca il battito in testa ed è quindi evitata. Fino al 2005 non è stata pubblicata nessuna ricerca che supporti questa possibilità. Una idea simile, cioè che  il trasferimento di fiamma da una camera di combustione all'altra sarebbe possibile nei Quasiturbina è ugualmente non confermata da fonti indipendenti.

### Quattro porte senza carrelli
Il secondo progetto di Quasiturbina è molto più semplice ed elimina i carrelli. Allo stesso tempo le porte sono duplicate sui lati opposti della camera, trasformando il ciclo del motore da quattro combustioni per ciclo a due, e raddoppiando il numero di cicli per ogni rivoluzione. Questo progetto è stato dimostrato in pratica sia come motore pneumatico che usa aria compressa sia come motore a vapore. Questo progetto è anche quello proposto come pompa, soprattutto come sovralimentatore.
Il progetto senza carrelli usa lame riprogettate, più lunghe grazie all'assenza dei carrelli, e prive del precedente profilo a corona. La geometria di base del rotore è l'unica cosa in comune con il progetto precedente.
La dimostrazione pratica ha coinvolto un go-kart con un motore Quasiturbina spinto da aria compressa, nel novembre 2004, e una piccola automobile nel settembre 2005; entrambi i veicoli erano equipaggiati con serbatoi d'aria compressa. Nel 2005 era in fase di sviluppo una motosega ad aria compressa, alimentata da un compressore esterno tramite un tubo pneumatico.
Con una camera riprogettata appositamente per permettere l'espansione termica, lo stesso progetto di rotore è stato dimostrato come motore a vapore.
Un'altra possibile variante a questo progetto è l'uso di due gruppi di porte indipendenti, una per il motore e una come pompa, permettendo di integrare la funzione di pompa e di propulsione della stessa in un solo dispositivo. Una restrizione a questa possibilità è che i due fluidi devono essere simili: non è possibile integrare, per esempio, una pompa idraulica e un motore a combustione nella stessa unità, perché il rotore ha forma diversa nei due casi. Fino al 2005 non ci sono state dimostrazioni di questo possibile uso.

#### Vantaggi
- Meno parti in movimento della maggior parte dei motori (compreso la Quasiturbina con carrelli).
- Assenza di valvole, necessarie per molte altre forme di motori, le quali sono sostituite da luci.
- Pochissime vibrazioni.
- Alto rapporto potenza-peso.
- Possibilità di integrare turbopompe e turboespansori nella stessa unità.

### Due porte senza carrelli
Questo terzo progetto combina aspetti dei primi due. Fino ad oggi (2005) è solo un progetto e non è mai stato realizzato, ma viene usato a scopo illustrativo, e se fosse costruito non supporterebbe la fotodetonazione. Sono possibili molti altri disegni di Quasiturbina all'interno dei modelli brevettati con o senza carrelli e con vari numeri di porte: finora (2005) nessuno ha specificato quale di questi verrà usato come motore a combustione interna.